# Hyundai Kona Electric
De Hyundai Kona Electric is de elektrische variant van de fossielebrandstofauto Hyundai Kona van autoproducent Hyundai uit Zuid-Korea. Het ontwerp van de conventionele Kona hield al rekening met het toevoegen van een elektrische variant. 
De Hyundai Kona Electric werd onthuld in 2018 en is herkenbaar aan een dichte grille die meegespoten is met de lakkleur van de auto. Ook de laadklep zit in dit voorpaneel verwerkt. De Hyundai Kona Electric kreeg in eerste instantie een 64 kWh groot accupakket, die ook in de Kia e-Niro is toegepast. Om de Kona Electric goedkoper en bereikbaarder te maken, werd in 2019 een versie aangekondigd met een 39 kWh groot accupakket. Deze levert 100 kW (136 pk) en heeft een rijbereik van 289 km volgens de WLTP-meting. De Hyundai Kona was een van de meest betaalbare elektrische auto's in Nederland in 2019, waardoor Hyundai amper aan de vraag kon voldoen. De oplossing werd gevonden door in begin 2020 de productie van de Kona Electric te verdelen over de fabrieken in Ulsan en Nošovice.

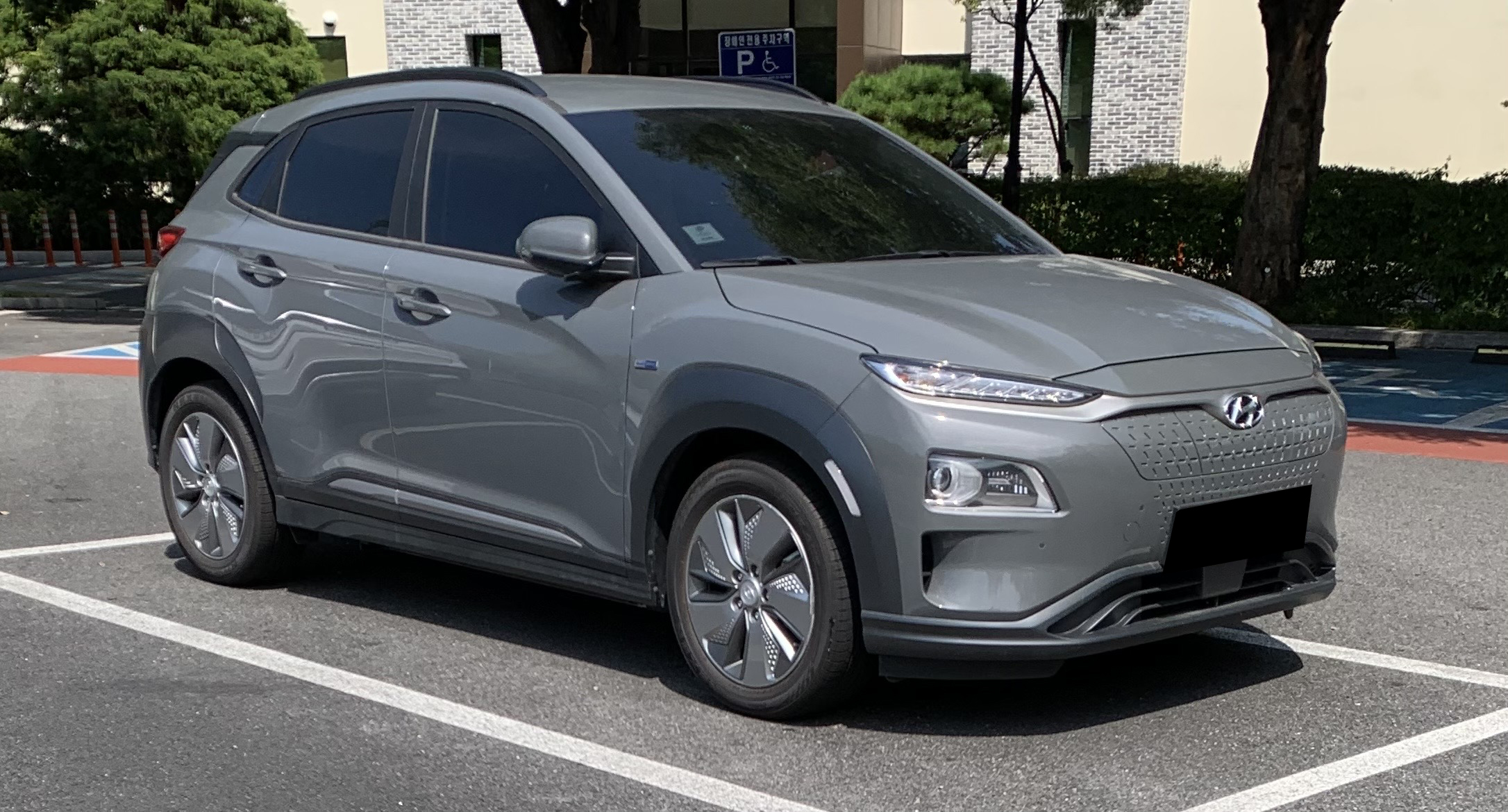
Hyundai Kona Electric (2018-2020)

Ook de Kona Electric kreeg in 2020 een facelift, waarmee het rijbereik van de 39 kWh-versie steeg naar 305 kilometer en die van de 64 kWh-versie naar 484 kilometer. De Kona Electric wordt onder de in 2021 gepresenteerde Hyundai Ioniq 5 geplaatst.

## Specificaties
Gegevens van de '2020 Electric 64 kWh'-uitvoering.

### Vervoer
De auto biedt in totaal vijf zitplaatsen, waarvan twee geschikt zijn voor Isofix-kinderzitjes. Er is standaard 332 liter kofferbakruimte, die uitgebreid kan worden tot maximaal 1114 liter. De auto heeft dakrails, die een maximale daklast van 80 kg aankunnen. Verder is de auto voorzien van een trekhaak, waarmee maximaal 100 kg ongeremd en 100 kg geremd getrokken mag worden. De maximale verticale kogeldruk is 100 kg.

### Accu
De auto heeft een 67,5 kWh grote tractiebatterij waarvan 64 kWh bruikbaar is. Dit resulteert in een WLTP-gemeten actieradius van 484 km, wat neerkomt op 395 km in de praktijk. De accu is actief gekoeld en wordt geproduceerd door LG Chem. Het accupakket heeft een nominaal voltage van 356 V.

### Opladen
De accu van de auto kan standaard worden opgeladen via een type 2-connector met laadvermogen van 11 kW door gebruik van 3-fase 16 ampère, waarmee de auto in 7 uur van 0 % naar 100 % geladen kan worden. Er zijn ook versies waar de laadvermoegn slechts 7,2kW door gebruik van 1 fase op 32A. Bij gebruik van een snellader met een CCS-aansluiting kan een laadsnelheid van maximaal 77 kW worden bereikt, waarmee de auto in minimaal 44 minuten van 10 % naar 80 % geladen kan worden, wat neerkomt op een snellaadsnelheid van 370 km/u.

### Prestaties
De elektronische aandrijflijn van de auto kan 150 kW of 204 pk aan vermogen leveren, waarmee de auto met 395 Nm koppel in 7,9 seconden kan optrekken van 0 naar 100 km/u. De maximale snelheid die bereikt kan worden is ongeveer 167 km/u.

## Galerij

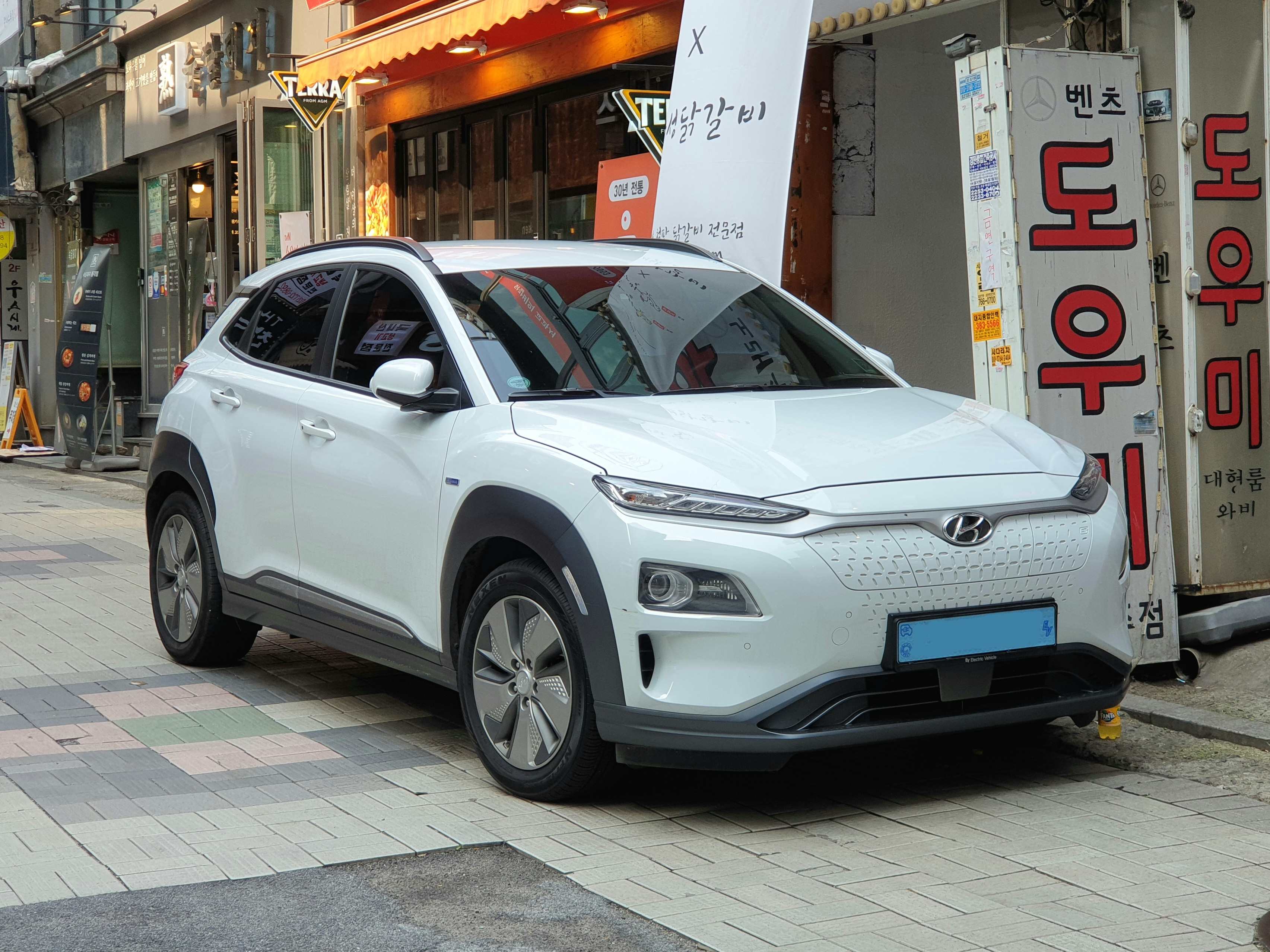
Voorzijde
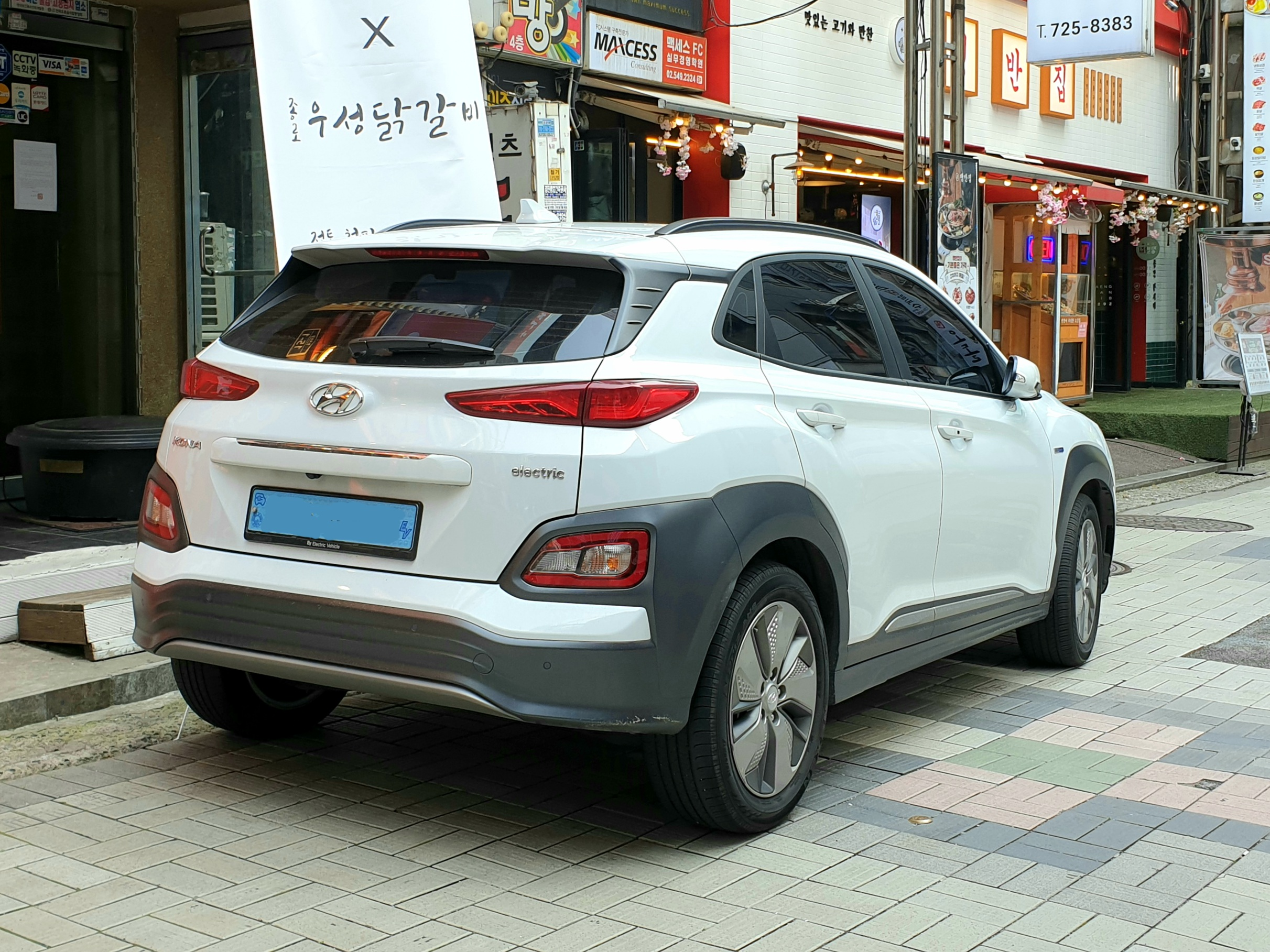
Achterzijde
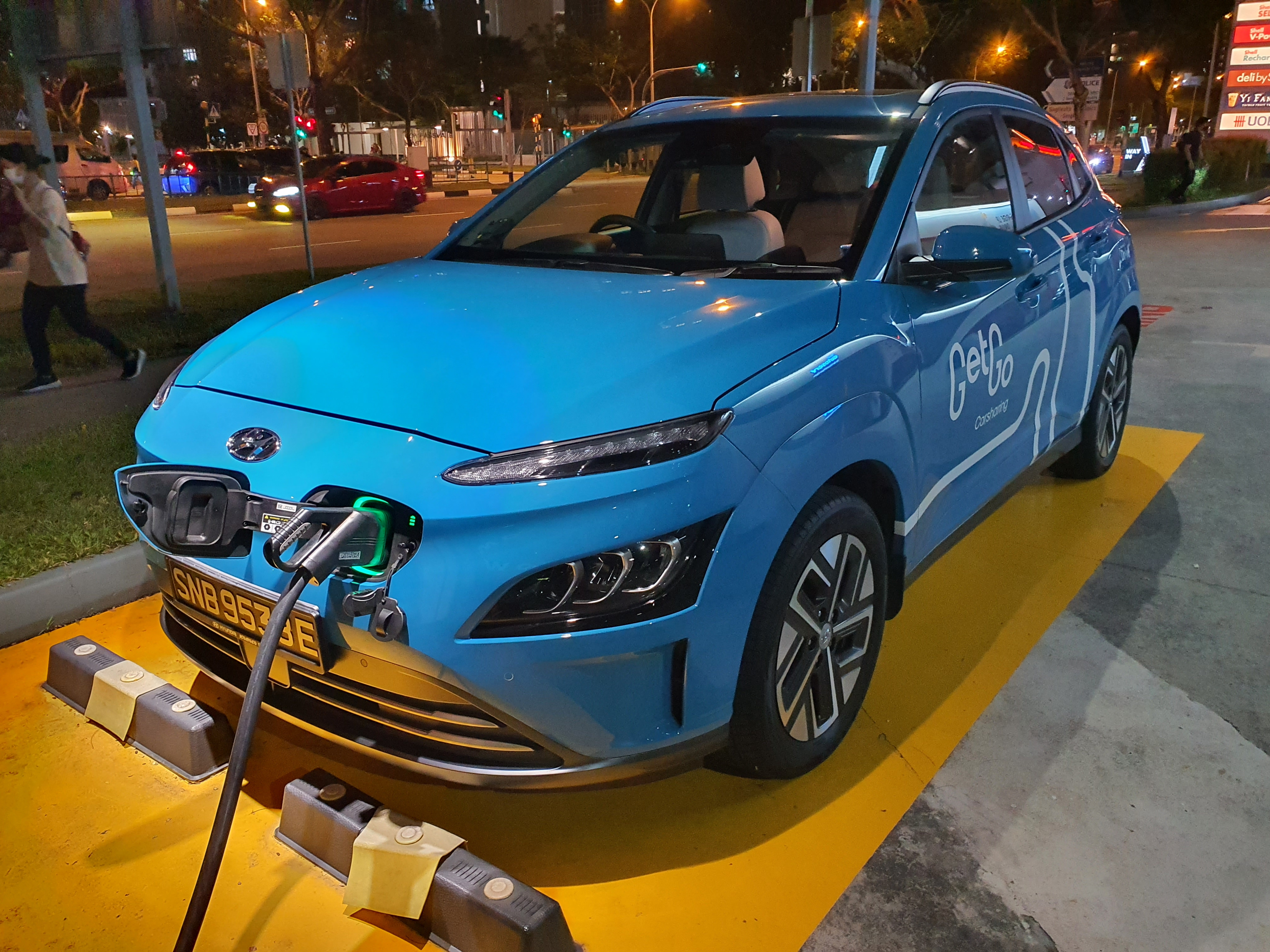
Een Kona Electric aan de lader
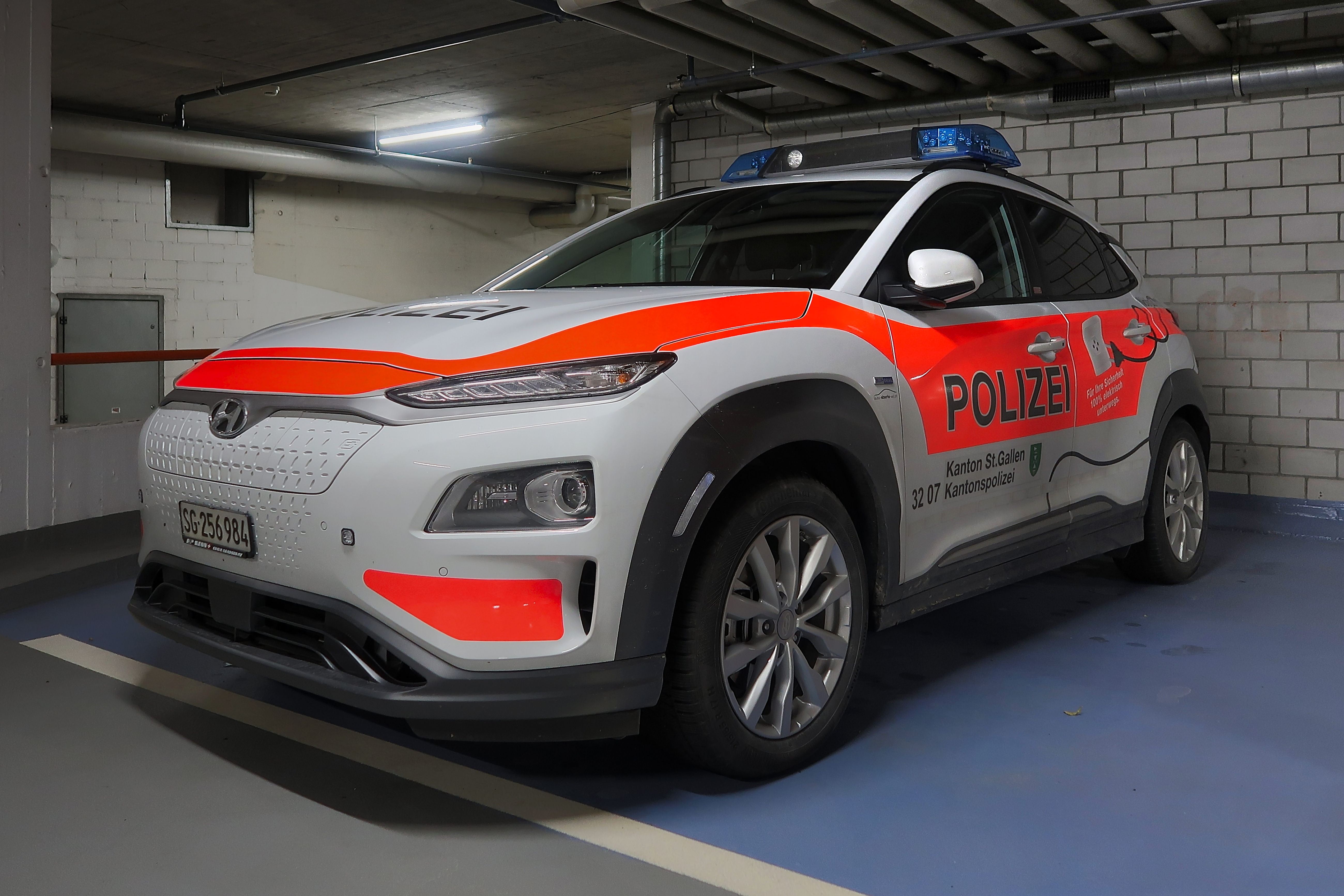
Een Hyundai Kona Electric als politieauto in Zwitserland
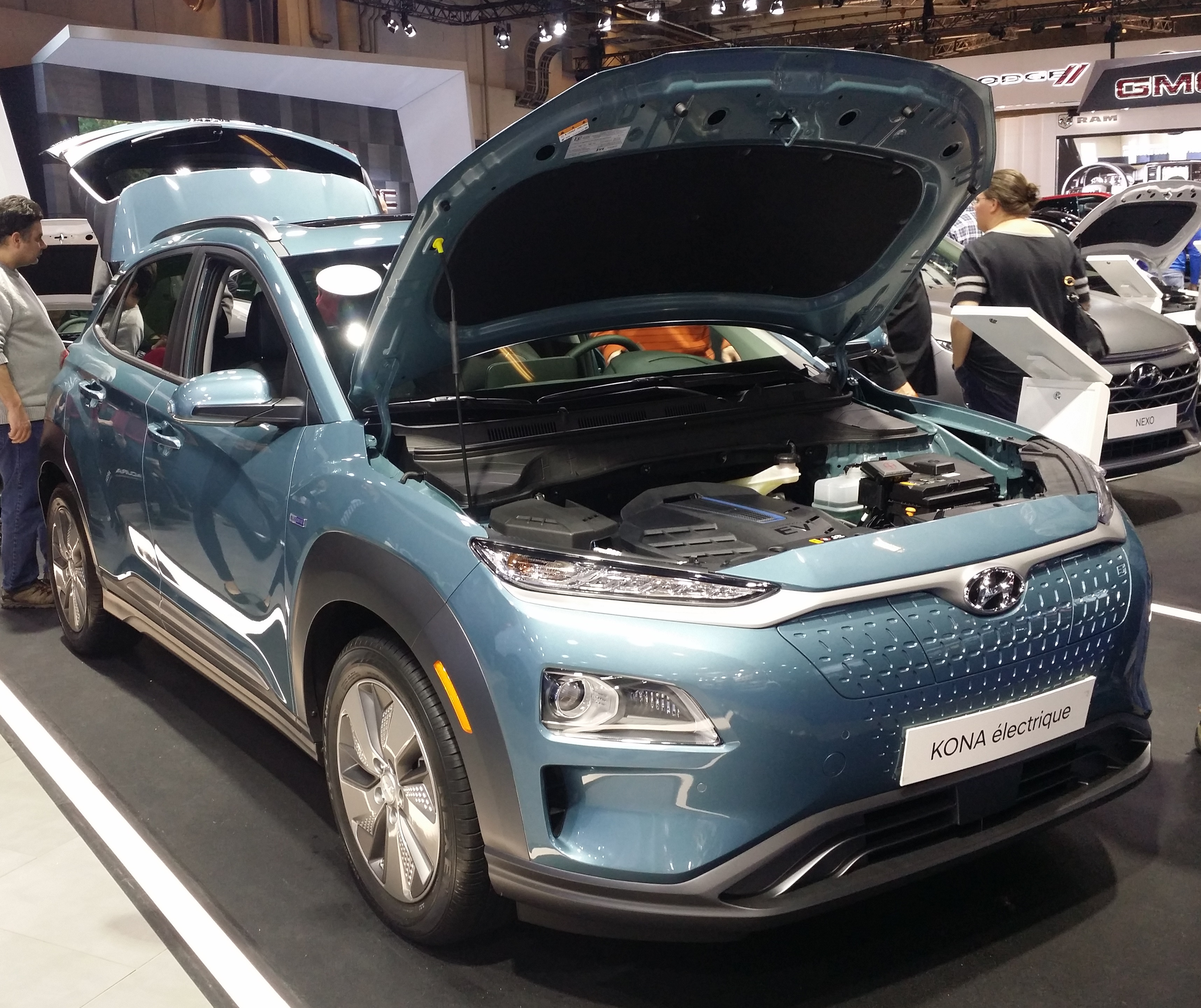
Onder de motorkap